# Ronda española (película)
Ronda española  es una película comedia española protagonizada por José Suárez, Clotilde Poderos, Manolo Moran, Elena Salvador entre otros. El director es Ladislao Vajda. Se estrenó en 1952.

## Sinopsis
Muchas mujeres de la Sección Femenina de Falange en los años 50, marcharon a América en barco para mostrar en todos sus países el folklore de España. El espectáculo era un entretenimiento para los emigrados que estaban al otro lado del Atlántico. Las mujeres abandonaron sus hogares y se embarcaron en el "Monte Ayala". En el trayecto en barco la relación entre todos los tripulantes fue de lo más divertida, aunque muchas de ellas añoraran su lugar de origen. En todos los lugares que recorren, la suerte está de su parte.

## Contexto
La película está basada en la época de los años 50. Muchas de las protagonistas pertenecieron a la agrupación de «Coros y Danzas» de la Sección Femenina. La Sección Femenina pertenecía a la Falange Española, y consistía en que las mujeres tenían que realizar la formación militar de más corto tiempo que los hombres, y para ello, realizaban bailes y cantos por muchos países. Muchas mujeres embarcarían rumbo a América, aunque algunas no eran actrices. La Sección Femenina, estaba dirigida por Pilar Primo de Rivera y llegó a durar más de cuarenta años.

## Reparto
- José Suárez como Pablo.
- Elena Salvador como Ángeles.
- Manolo Morán como Morgan.
- Esperanza Navarro como Ana.
- José María Rodero como Juan.
- Carolina Giménez como Mercedes.
- José Isbert como Capitán del barco.
- Milagros Leal como Lola.
- Clotilde Poderós como Victoria.
- Barta Barri como Jefe de los saboteadores.
- Elvira Quintillá como Magdalena.
- Adriano Domínguez como Andrés.
- Margarita Alexandre como Diana.
- Roberto Zara como Giulio.
- Julia Martínez como Rosita.